# Casa de indiano

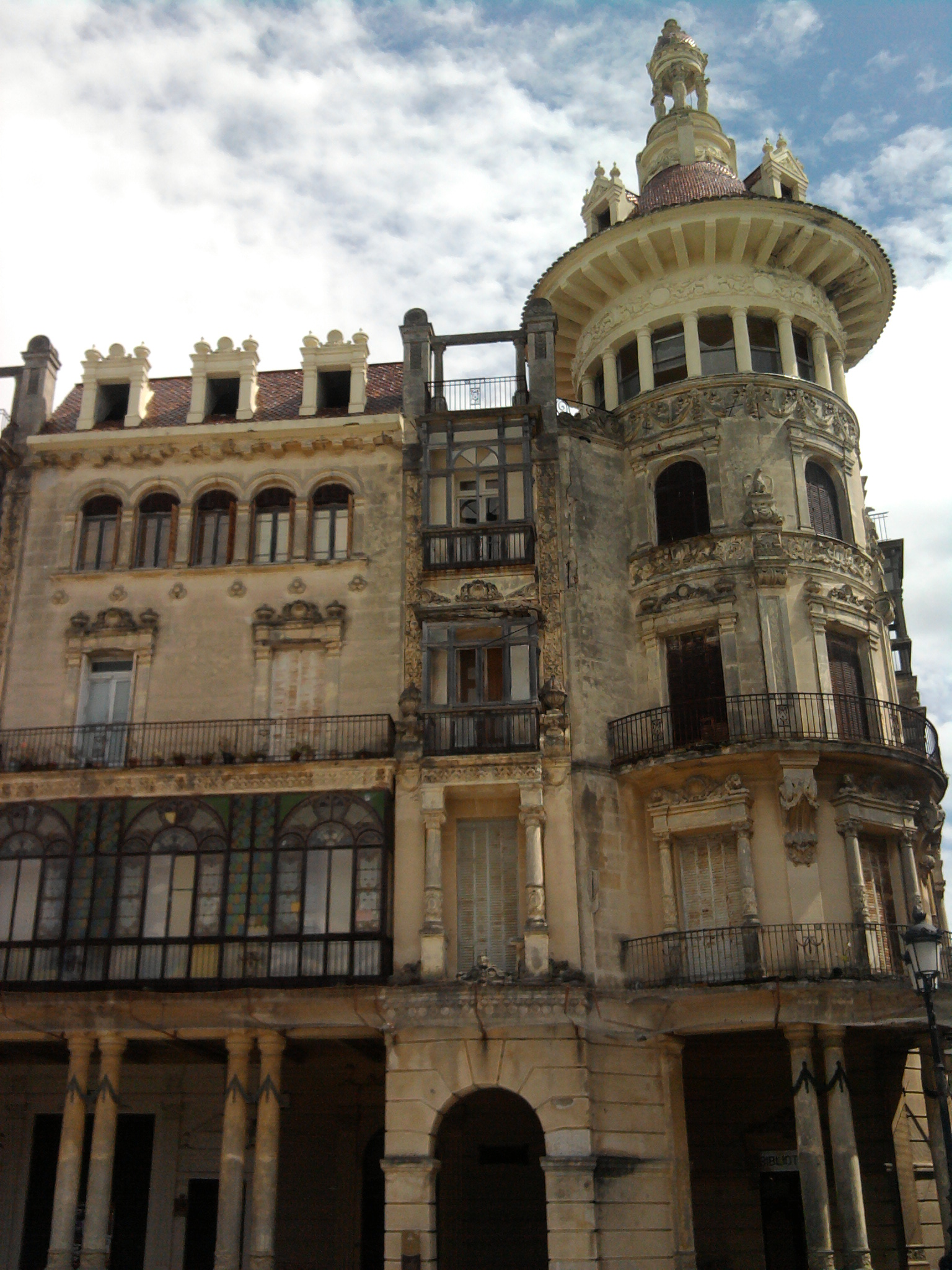
Torre de los Moreno en el centro urbano de Ribadeo (Lugo).

Se conocen como casas de indiano o casas indianas a las construcciones realizadas durante las dos últimas décadas del siglo XIX y hasta la década de 1930 en España por encargo de aquellos naturales que, en busca de fortuna, emigraron a América y volvieron ricos a su lugar de origen.
El indiano, una vez retornado, casi siempre en una situación de éxito económico, con recursos muy por encima de como partió, mandaba construir una casa, dotándola de elementos diferenciadores.
La casa indiana constituye un tipo de arquitectura doméstica colonial reconocible, que se distribuye fundamentalmente por Asturias, Galicia, Cantabria, Canarias y Cataluña, con poca presencia en otras zonas, si bien no debe considerarse un estilo arquitectónico.
La casa se convierte para el indiano retornado en el más importante elemento diferenciador de clase, símbolo de su nuevo estatus social y del poder económico alcanzado durante su periplo.

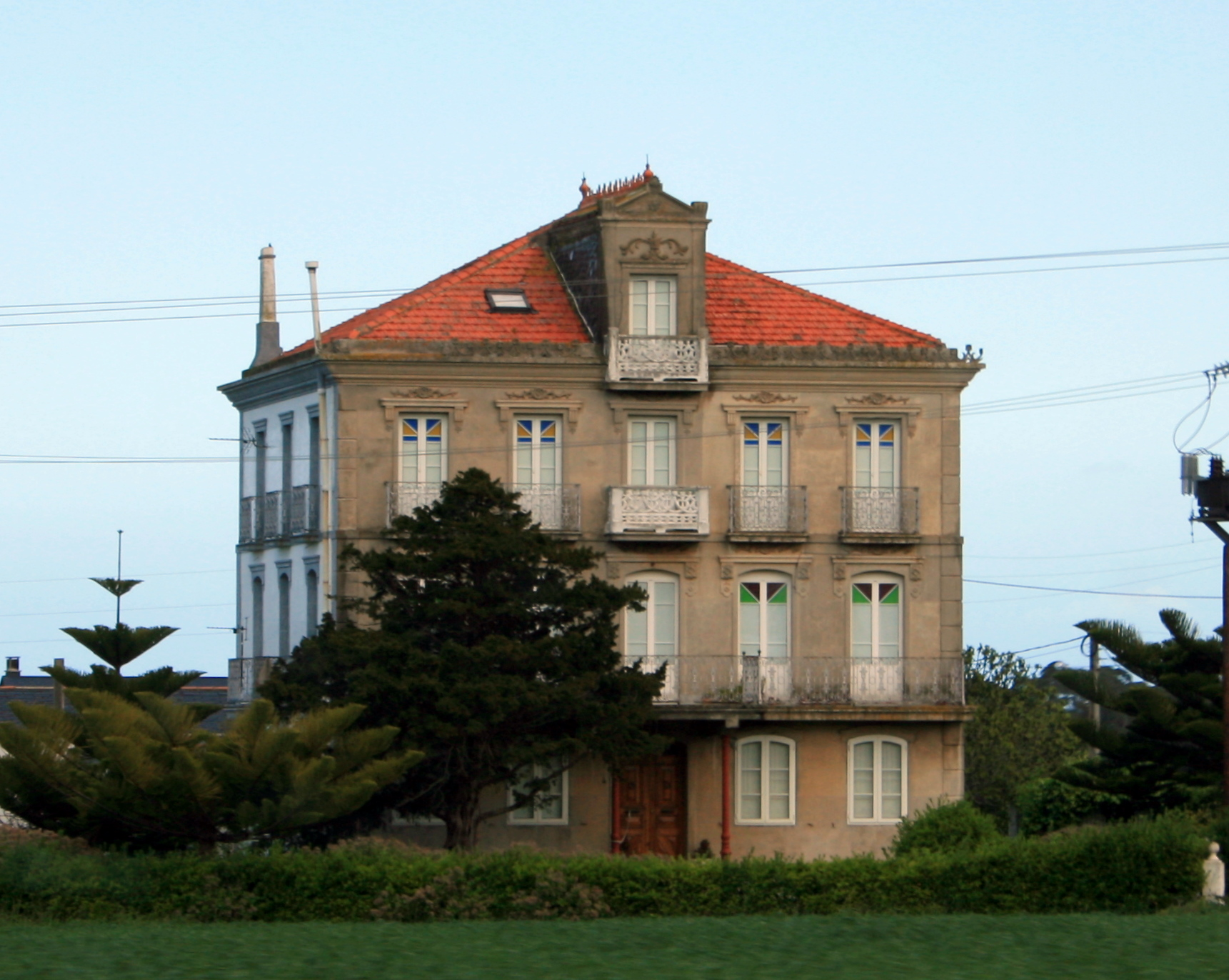
Casa do Colorado en San Pedro de Benquerencia, Barreiros (Lugo).

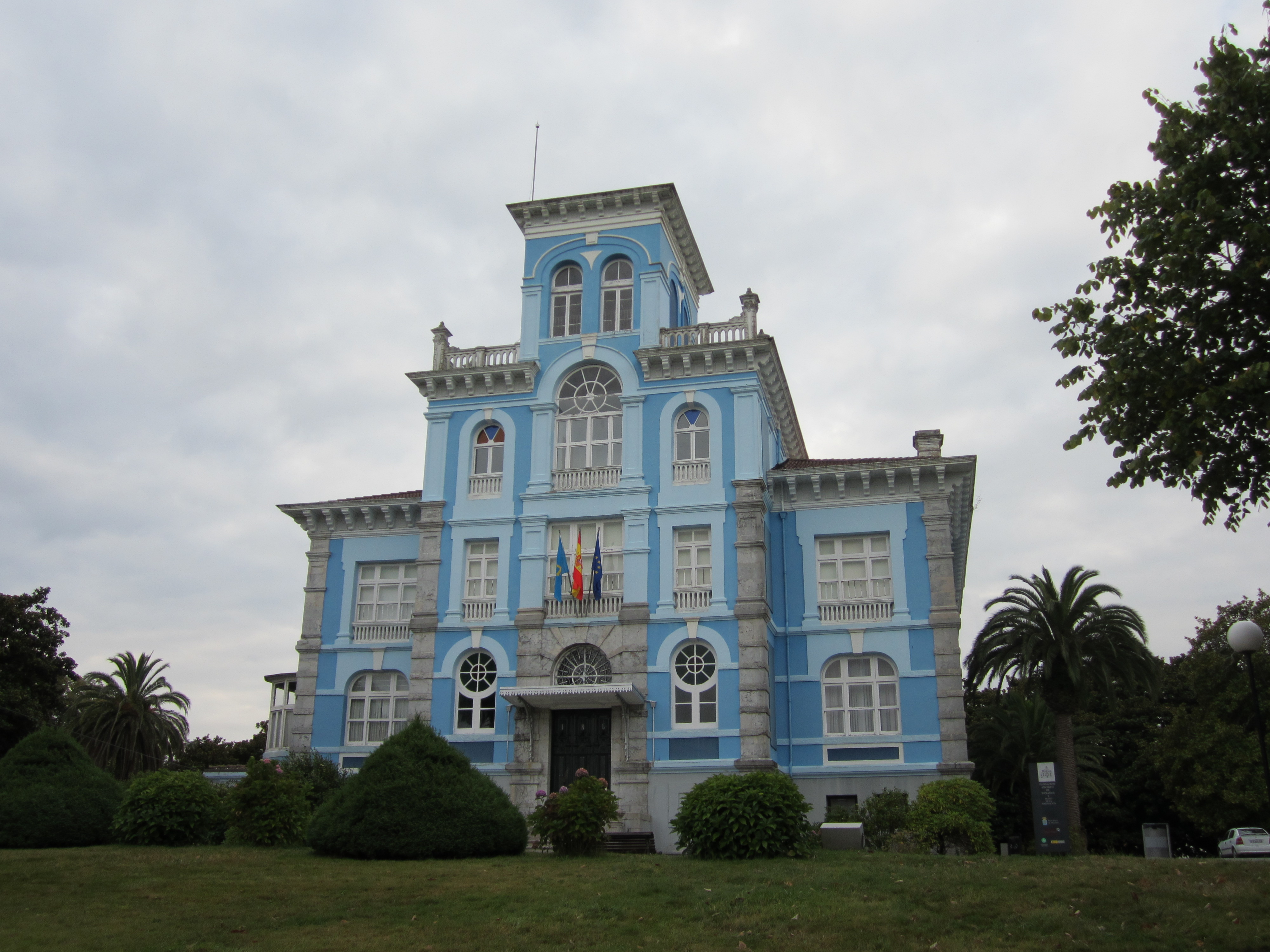
Quinta Guadalupe, casa indiana en Colombres (Asturias).

## Arquitectos y maestros de obra
La mayor parte de las casas de indiano fueron ejecutadas por constructores o maestros de obra locales, con titulación o sin ella, o por albañiles que realizaban sus trabajos copiando obras ya realizadas en la zona o con origen en América o bien a partir de álbumes o catálogos de modelos o revistas o libros de láminas de arquitectura, muchos de ellos franceses, entre los que el cliente elegía y, en menor medida, por arquitectos titulados que, en la época, eran escasos y cobraban bastante más.

## Tipologías

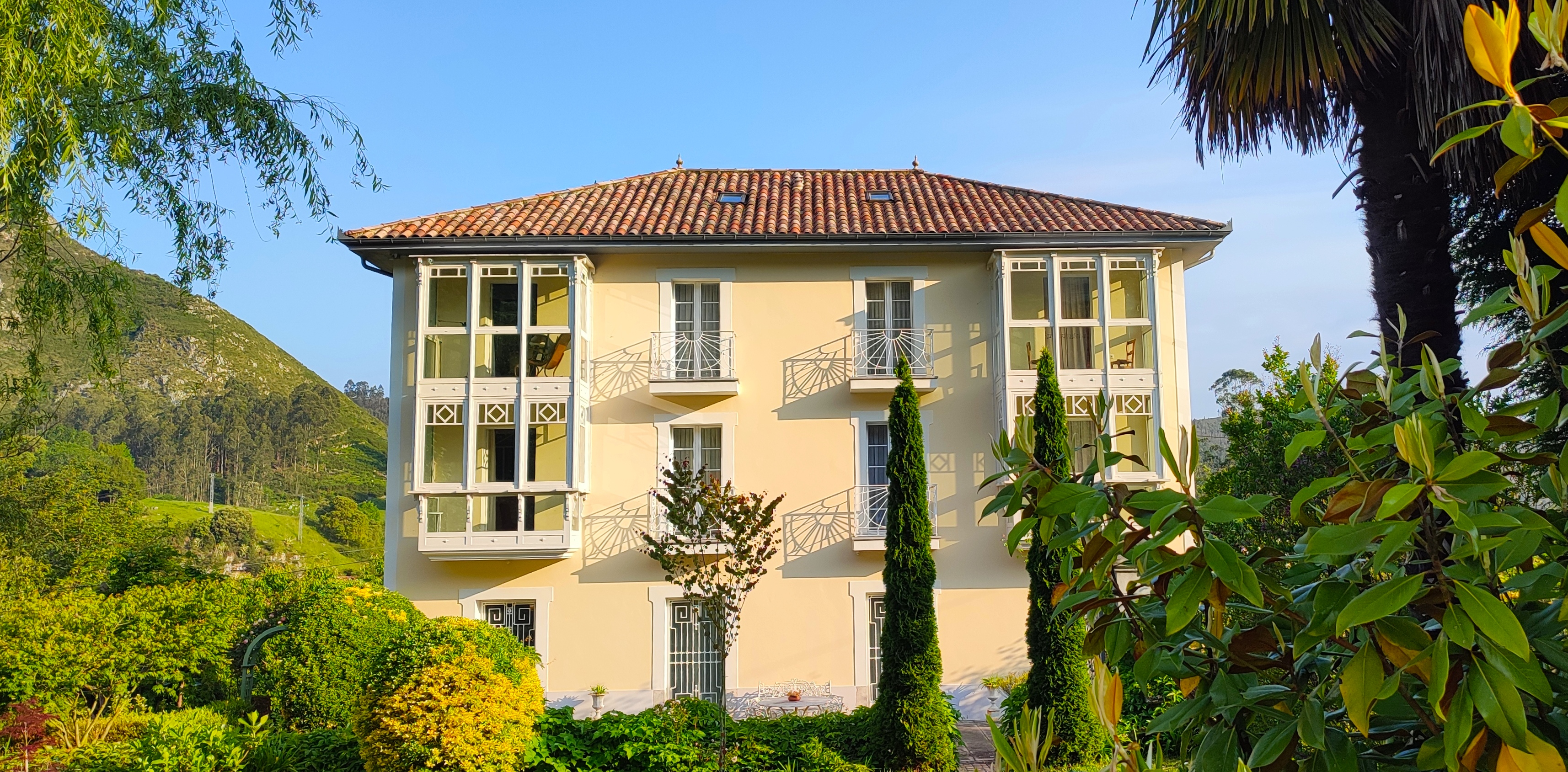
Villa Gran Vía, casa del indiano Nicanor Otero Platas en Rales de Llanes (Asturias). Maestro de obras Adolfo Fernández, 1919.

Aunque la vivienda adopta por lo general la tipología de villa u hotel burgués unifamiliar, exento y
ajardinado, con la palmera o la araucaria como símbolo, a diferencia de la burguesía local, la nueva burguesía indiana prefería las áreas rurales a las urbanas, bien como vivienda única o como casa de verano y casi siempre ubicada en el mismo pueblo de origen del que partieron. Esta es la razón de que la mayor parte de las casas de indiano se encuentren en localidades pequeñas y, de alguna manera, descontextualizadas dada la voluntad de significación de sus propietarios manifestada en el "exotismo" de las construcciones.
Si bien la mayor parte de las casas indianas son viviendas anónimas, diseñadas por maestros de obra o albañiles, técnicamente más sencillas; y otras fueron proyectadas por arquitectos titulados con complejos lenguajes eclécticos o modernistas y sin esquemas específicos, en términos generales, y considerando que el abanico es amplio y las características muy variadas, se puede hablar de dos tipos de casas indianas :
- Casa ecléctica[3] con volumetría más o menos compleja, con galerías y toda clase de elementos como frontones, entablamentos, columnas, pequeñas pilastras, torres, etcétera, que resaltan al exterior puntos importantes del edificio, abundando los historicismos eclécticos y el modernismo.[2]
- Casa autóctona[3] o «casa-cubo»,[2] compuesta por un volumen unitario, de una o dos plantas, con pocos vanos en fachada, y cubierta a dos o cuatro aguas, muchas veces con una buhardilla, perfectamente habitable y visible al exterior a través de un prominente cuerpo central, que refleja la arquitectura tradicional local y mezcla elementos autóctonos con otros foráneos, convirtiendo los miradores y las galerías voladas y vidriadas en característicos de la casa indiana de este tipo.[2]